# USS Chicago (SSN-721)
Pour les autres navires du même nom, voir USS Chicago.
Le USS Chicago (SSN-721) est un sous-marin nucléaire d'attaque américain de classe Los Angeles nommé d'après Chicago en Illinois.

## Histoire du service
Construit au Chantier naval Northrop Grumman de Newport News, il a été commissionné le 27 septembre 1986 et est toujours en service actuellement dans l’United States Navy.
Il a notamment participé à l'opération Desert Storm dans le cadre de la guerre du Golfe en 1991.